# João Bernardo Vieira
João Bernardo Vieira, detto Nino (Bissau, 27 aprile 1939 – Bissau, 2 marzo 2009), è stato un politico e militare guineense.

## Biografia
È stato Primo ministro dal 28 settembre 1978 al 14 novembre 1980; quindi ha ricoperto la carica di Presidente fino al 7 maggio 1999 e successivamente, dopo la vittoria alle elezioni presidenziali del 2005, dal 1º ottobre 2005 al 2 marzo 2009, quando è stato assassinato da soldati ribelli. Il fatto si è verificato alcune ore dopo che un attentato dinamitardo aveva ucciso il capo di Stato Maggiore generale Batista Tagme Na Wai.